# 8ビット
8ビット（英: 8-bit）は、連続した8個（桁）のビット（1オクテット）であり、バイナリで最大256までの数を表現できる。
- 「8ビットアーキテクチャ」とは、整数型、メモリアドレス、その他のデータサイズなどが、最大8ビット幅のアーキテクチャである。
- 「8ビットCPU」（プロセッサ、演算装置）とは、8ビットサイズのレジスタ、アドレスバス、データバスを持つCPU（プロセッサ、演算装置）である。
- 「8ビットオペレーティングシステム」とは、8ビットのCPUを前提に設計されたオペレーティングシステムである。
- 「8ビットアプリケーション」とは、8ビットのCPUおよび8ビットのオペレーティングシステムを前提に設計されたアプリケーションソフトウェアである。
- 「8ビットコンピュータ」とは、8ビットのプロセッサ (CPU) を標準的に搭載したコンピュータの世代である。
- 「8ビットカラー」とは、最大で256色数を同時に表示できる。

## 8ビットアーキテクチャ
8ビットCPUは通常、8ビットのデータバスと16ビットのアドレスバスを持ち、アドレス空間は64KiBに制限される。しかし、これは"自然法則"ではなく、例外がある。
最初に幅広く採用された8ビットマイクロプロセッサはIntel 8080であり、1970年代後半と1980年代前半のホビー用パーソナルコンピュータ（ホビーパソコン）に多く使用され、CP/Mオペレーティングシステムが動作した。Z80（8080と互換性があった）とMC6800も、同様のPCで使用された。8ビットCPUのZ80とMOS 6502は、1970年代から1980年代のPC（8ビットパソコン、ホビーパソコン）やゲーム機で広く使われた。多くの8ビットCPUやマイクロコントローラは、今日のIoT（かつてのユビキタスコンピューティング）や組み込みシステムの基盤となっている。
8ビットは 28（256）通りの値を取ることができる（バイナリの場合）。
世界で販売されたCPUのおよそ55%が8ビットのマイクロコントローラやマイクロプロセッサである。

## 歴史的経緯
1970年代初頭には、1971年リリースのIntel 4004をはじめとした4ビットのマイクロプロセッサが開発された。しかしインテルは翌1972年に早くも8ビットのプロセッサIntel 8008をリリースした。このため、インテルの競合の多くは8ビットのプロセッサから開発を開始した。性能とメモリの限界は、4ビットプロセッサが要求の厳しい用途にそぐわず脱落していくことを意味していた。現在でも4ビットプロセッサはリモコン、マウス、キーボードなどの制御用として供給されている。

## 主な8ビットプロセッサ
CPUは一つの命令で操作できるデータによって分類することができる。16ビットプロセッサが一つの命令で16ビットのデータを操作できるのに対して、8ビットプロセッサは一つの命令で8ビットしか操作できない。
→ 8ビットマイクロプロセッサ も参照。
8ビットプロセッサの例
- Intel 8008
- Intel 8080（8008 ソース互換）
- Intel 8085（8080 バイナリ互換）
- Intel 8051（ハーバードアーキテクチャ）
- Zilog Z80（8080 バイナリ互換）
- Zilog Z180（Z80 バイナリ互換）
- Zilog Z8
- Zilog eZ80（Z80 バイナリ互換）

以上は“80”で始まるので「80系」と呼ばれる。これに対して以下は“68”で始まるため「68系」。
- Motorola 6800
- Motorola 6809（部分的に 6800 互換）
- MOS Technology 6502

その他：
- Microchip PIC10
- Microchip PIC12
- Microchip PIC16
- Microchip PIC18 ,[:en]
- Atmel AVR ファミリのマイクロコントローラ
- H8